# Бауерсвил (Џорџија)
Бауерсвил (Џорџија) (енгл. Bowersville) град је у америчкој савезној држави Џорџија. По попису становништва из 2010. у њему је живело 465 становника.

## Демографија
Према попису становништва из 2010. у граду је живело 465 становника, што је 131 (39,2%) становника више него 2000. године.
| Група             | 2000.       | 2010.       |
| Белци             | 285 (85,3%) | 334 (71,8%) |
| Афроамериканци    | 43 (12,9%)  | 95 (20,4%)  |
| Азијати           | 0 (0,0%)    | 0 (0,0%)    |
| Хиспаноамериканци | 0 (0,0%)    | 22 (4,7%)   |
| Укупно            | 334         | 465         |